# Thaerocytheridae
Thaerocytheridae is een familie van kreeftachtigen uit de klasse van de Ostracoda (mosselkreeftjes).

## Geslachten
- Bradleya Hornibrook, 1952
- Lienenklausicythere Uffenorde, 2012 †
- Martinicythere Bassiouni, 1969 †
- Poseidonamicus Benson, 1972
- Quadracythere Hornibrook, 1952
- Quasibradleya Benson, 1972
- Spinobradleya McKenzie, Reyment & Reyment, 1991 †
- Thaerocythere Hazel, 1967
- Thaerocythere Liebau, 1991
- Tongacythere Hazel & Holden, 1971 †
- Tricoquimba Hu & Tao, 2008
- Triginglymus Blake, 1950 †